# روژه-ژان لو نیزری
روژه-ژان لو نیزری (فرانسوی: Roger-Jean Le Nizerhy‎; ۳ دسامبر ۱۹۱۶ – ۲۸ ژانویهٔ ۱۹۹۹) دوچرخه‌سوار اهل فرانسه بود.
وی در مسابقات کشوری و بین‌المللی در مجموع برندهٔ ۱ مدال طلا شده‌است.